# Vincent Ryan
O reverendo Vincent William Ryan (8 de dezembro de 1816 - Stanhope, 11 de janeiro de 1888) foi um religioso britânico que se tornou o primeiro bispo da Igreja Anglicana em Maurício entre os anos de 1854 e 1869.

## Infância e educação
Vincent William Ryan nasceu em 18 de dezembro de 1816 no Collins Barracks, Cork, na Irlanda. Ele era filho de John Ryan, do 82º Regimento, e Harriett Gauvain, filha de Pierre Gauvain, um juiz de Alderney. Ryan passou sua infância em Maurício, onde seu pai estava estacionado. Após retornar à Inglaterra, ele foi educado em Gosport antes de entrar no Magdalen Hall, Oxford (hoje Hertford College), em 1838. Ele se formou como B.A. em 1841 e obteve um Mestrado em 1848. Em 1853, Ryan recebeu o título de Doutor em Divindade (DD).

## Ministério ordenado
Ryan foi ordenado diácono em 1840 e padre em 1842 por Charles Sumner, o bispo de Winchester. Seu primeiro cargo clerical foi como cura na Paróquia de St. Anne em Alderney, onde serviu de 1840 a 1842, antes de se tornar o titular. Em 1847, Ryan foi nomeado cura de Edge Hill, perto de Liverpool, e vice-diretor do Liverpool Collegiate Institute. Logo depois, em 1850, ele se tornou o diretor da Instituição Metropolitana de Treinamento da Igreja da Inglaterra em Highbury, Londres.

## Bispo de Maurício
Em 1854, Ryan foi nomeado o primeiro bispo de Maurício, uma diocese que incluía Maurício e as Seychelles. Sua nomeação foi influenciada por sua fluência em francês e sua familiaridade com a região do Oceano Índico. Ryan foi consagrado em 30 de novembro de 1854 na Capela do Palácio de Lambeth por John Bird Sumner, Arcebispo de Canterbury, com os co-consagradores John Lonsdale, John Graham e George Tomlinson.
Ryan chegou às Ilhas Maurício em 12 de junho de 1855, onde encontrou uma comunidade anglicana com recursos e infraestrutura limitados. Na época, havia apenas dois clérigos em Port Louis e um missionário nas áreas rurais. Ryan expandiu rapidamente a presença da igreja consagrando uma nova igreja em Mahébourg em janeiro de 1856 e realizando diversas visitas às Seychelles, onde consagrou outra igreja em 1859. O bispo também se concentrou na educação, promovendo o estabelecimento de escolas em toda a diocese e defendendo a inclusão da população hindu local.

## Visão e influência missionária na África Oriental
A visão de Ryan estendeu-se para além das Ilhas Maurício. Ele buscou expandir o anglicanismo para o continente da África Oriental. Em 1862, Ryan visitou Madagascar com um comissário especial britânico a bordo do HMS Gorgon para explorar a possibilidade de estabelecer uma nova missão ali. Embora sua saúde tenha se deteriorado durante a visita, forçando seu retorno às Ilhas Maurício, seus esforços destacaram a importância estratégica da região para a expansão anglicana.
Embora Ryan não tenha estabelecido diretamente dioceses na África Oriental, seu trabalho em Maurício e a defesa da expansão missionária lançaram as bases para desenvolvimentos futuros. A Diocese de Maurício, sob sua liderança, tornou-se uma jurisdição anglicana significativa, influenciando a criação posterior da Diocese da África Equatorial Oriental em 1884 e, posteriormente, da Diocese de Mombasa, que eventualmente levou ao estabelecimento da Igreja Anglicana do Quênia e da Igreja Anglicana da Tanzânia. Seu trabalho também abriu caminho para a Igreja da Província do Oceano Índico.

## Retorno à Inglaterra e Vida Posterior
Após treze anos em Maurício, Ryan retornou à Inglaterra em 1867 devido à saúde debilitada. Ele foi nomeado arquidiácono de Suffolk, mas logo se tornou reitor de St. Nicholas, Guildford, e comissário do bispo de Winchester. Em maio de 1870, Ryan foi transferido para o vicariato de Bradford, Yorkshire, onde serviu por dez anos. Durante seu mandato, foi nomeado reitor rural de 1870 a 1876 e se tornou arquidiácono de Craven e comissário do bispo de Ripon em 1875. Em 1880, Ryan se tornou vigário de St. Peter's, Bournemouth, e no ano seguinte, reitor de Middleham, North Yorkshire.
Em 1883, Ryan foi nomeado reitor de Stanhope, Condado de Durham, onde permaneceu até sua morte.

## Vida pessoal
Vincent William Ryan casou-se com Elizabeth Dowse (nascida Atkins) em 1840. O casal teve sete filhos. Apenas uma filha e dois filhos sobreviveram até a idade adulta. Ambos os filhos, Vincent John Ryan e Alfred Thomas Ryan, seguiram o pai nas ordens sagradas.

## Obras
- Lectures on Amos (1850)
- The Communion of Saints: and other Sermons (1854)
- Mauritius and Madagascar: Journals of an Eight Years' Residence in the Diocese of Mauritius, and of a Visit to Madagascar (1864)